# 복음의 메아리
《복음의 메아리》는 대한민국의 방송국 기독교방송의 라디오 채널 CBS 표준FM에서 매주 일요일 오전 6시부터 오전 6시 30분까지 방송하는 라디오 프로그램이다. 여의도 순복음교회 이영훈 목사의 설교를 방송한다.
2014년 6월 21일부터 6시 35분 ~ 오전 7시에 '믿음의 빛'이라는 설교 방송이 신설되면서 방송시간이 기존 55분에서 30분으로 단축되었다.

## 담당 목사
- 여의도 순복음교회 이영훈 목사

## 같이 보기
- CBS 표준FM

| CBS 표준FM               |                          |                          |
| 이전                     | 복음의 메아리 (일)       | 다음                     |
| 아침강단 (일)            | 복음의 메아리 (일)       | 믿음 위에 서서 (일)      |
| 오전 5시 30분 ~ 오전 6시 | 오전 6시 ~ 오전 6시 30분 | 오전 6시 30분 ~ 오전 7시 |
|                          |                          |                          |

| 부산CBS 표준FM           |                          |                          |
| 이전                     | 복음의 메아리 (일)       | 다음                     |
| 아침강단 (일)            | 복음의 메아리 (일)       | 믿음 위에 서서 (일)      |
| 오전 5시 30분 ~ 오전 6시 | 오전 6시 ~ 오전 6시 30분 | 오전 6시 30분 ~ 오전 7시 |
|                          |                          |                          |

| 경남CBS 표준FM           |                          |                          |
| 이전                     | 복음의 메아리 (일)       | 다음                     |
| 아침강단 (일)            | 복음의 메아리 (일)       | 믿음 위에 서서 (일)      |
| 오전 5시 30분 ~ 오전 6시 | 오전 6시 ~ 오전 6시 30분 | 오전 6시 30분 ~ 오전 7시 |
|                          |                          |                          |